# قطعنامه ۱۴۳ شورای امنیت
قطعنامه ۱۴۳ شورای امنیت سازمان ملل متحد که در تاریخ ۱۷ ژوئیه ۱۹۶۰ تصویب شد، سندی بین‌المللی دربارهٔ بحران کنگو است. این قطعنامه طی نشست ۸۷۳ام با ۸ موافق، ۰ مخالف و ۳ ممتنع تصویب شد.